# Elacatinus
Az Elacatinus a csontos halak (Osteichthyes) főosztályának a sugarasúszójú halak (Actinopterygii) osztályába, ezen belül a sügéralakúak (Perciformes) rendjébe, a gébfélék (Gobiidae) családjába és a Gobiinae alcsaládjába tartozó nem.

## Rendszerezés
A nembe az alábbi 26 faj tartozik:
- Elacatinus atronasus (Böhlke & Robins, 1968)
- Elacatinus cayman Victor, 2014
- Elacatinus centralis Victor, 2014
- Elacatinus chancei (Beebe & Hollister, 1933)
- Elacatinus colini Randall & Lobel, 2009
- Elacatinus evelynae (Böhlke & Robins, 1968)
- Elacatinus figaro Sazima, Moura & Rosa, 1997
- Elacatinus genie (Böhlke & Robins, 1968)
- Elacatinus horsti (Metzelaar, 1922)
- Elacatinus illecebrosus (Böhlke & Robins, 1968)
- Elacatinus jarocho Taylor & Akins, 2007
- Elacatinus lobeli Randall & Colin, 2009
- Elacatinus lori Colin, 2002
- Elacatinus louisae (Böhlke & Robins, 1968)
- Elacatinus oceanops Jordan, 1904 - típusfaj
- Elacatinus panamensis Victor, 2010
- Elacatinus phthirophagus Sazima, Carvalho-Filho & Sazima, 2008
- Elacatinus pridisi Guimarães, Gasparini & Rocha, 2004
- Elacatinus prochilos (Böhlke & Robins, 1968)
- Elacatinus puncticulatus (Ginsburg, 1938)
- Elacatinus randalli (Böhlke & Robins, 1968)
- Elacatinus redimiculus Taylor & Akins, 2007
- Elacatinus rubrigenis Victor, 2010
- Elacatinus serranilla Randall & Lobel, 2009
- Elacatinus tenox (Böhlke & Robins, 1968)
- Elacatinus xanthiprora (Böhlke & Robins, 1968)